# Themapad
In Nederland was een themapad een door het Wandelnet ontwikkeld recreatief wandelpad dat in het teken van een specifiek thema staat en in meerdere dagen afgelegd kan worden. Net als de streekpaden waren ze in beide looprichtingen geel-rood gemarkeerd en beschreven in een wandelgids. Het verschil was dat er per themapad een onderscheidend icoon in de markering verwerkt was.
Lijst van voormalige themapaden:
| 1 | Almerepad     | 118 kilometer: | rond Almere in 12 etappes |
| 2 | Waterliniepad | 145 kilometer: | tussen Weesp en Werkendam |

Wandelnet heeft themapaden als een aparte categorie wandelpaden opgeheven. Het Waterliniepad is streekpad 18 geworden en het Almerepad wordt niet meer door Wandelnet onderhouden. MarTa (een wandelclub uit Almere) heeft het Almerepad "overgenomen" onder de naam Almerewandelpad.